# Maria Kun
Anna Maria Kun (Eskilstuna, 17 april 1973) is een voormalig voetbalster uit Zweden, die speelde als aanvalster. Ze vertegenwoordigde haar vaderland bij de Olympische Spelen in Atlanta, waar de Zweedse selectie onder leiding van bondscoach Bengt Simonsson in de voorronde werd uitgeschakeld. Kun kwam tot tien officiële interlands voor de Zweedse nationale ploeg. Ze speelde clubvoetbal voor Gideonsbergs IF.